# L'indegna schiavitù
L'indegna schiavitù, sottitolo Anna Maria Mozzoni e la lotta contro la prostituzione di Stato, è un saggio del 1980 di Rina Macrelli, con l'introduzione di Franca Pieroni Bortolotti e la postfazione di Vania Chiurlotto.

## Contenuto
Il saggio è centrato attorno alla figura di Anna Maria Mozzoni e la sua lotta contro la prostituzione di Stato sul finire del XIX secolo.
Michela Turno nel suo saggio Il malo esempio lo pone accanto a Le Mariuccine di Annarita Buttafuoco e li considera «lavori storici, entrambi innovativi».

## Edizioni
- Rina Macrelli, L'indegna schiavitù: Anna Maria Mozzoni e la lotta contro la prostituzione di Stato. Editori Riuniti, Roma 1981. ISBN 978-88-359-2012-0